# 夢の続き (内藤剛志の曲)
「夢の続き」（ゆめのつづき）は、内藤剛志の歌手デビュー・シングル。

## 概説
- 朝日放送・テレビ朝日系『人気者でいこう!』で、浜田雅功、内藤剛志、袴田吉彦の3人が連帯責任CDデビューをし、3人のシングルがオリコンシングルチャートで合わせて50位以内に入らなければ丸坊主、という企画の中で生まれた作品である。
- CDの裏ジャケットを袴田・浜田・内藤の順に並べると、「連帯責任CDデビュー」の文字とともに、一続きの写真が出来上がる。
- 同年5月28日、内藤剛志 with 浜田雅功・袴田吉彦として「ミュージックステーション」に出演し、この曲を3人で披露した。また街頭ライブも行っている。これは、このシングルの順位が、その時点で番組調べでは50位以内に入るかどうか微妙なランクであると番組内では語られ、大々的なプロモーション活動をした（のちに達成）。

## 収録曲
1. 夢の続き
（作詞・作曲：永井修 編曲：Blüz）
2. 夢の続き（カラオケバージョン）
（作曲：永井修 編曲：Blüz）